# Kjell Nilsson (friidrottare)
Kjell Nilsson, född 1942, är en svensk före detta idrottsman (långdistanslöpare). Han tävlade för KFUM Örebro. Han vann SM-guld i terränglöpning 12 km år 1968.